# Tully (Nueva York)
Tully es un pueblo ubicado en el condado de Onondaga en el estado estadounidense de Nueva York. En el año 2000 tenía una población de 2,709 habitantes y una densidad poblacional de 40 personas por km².

## Geografía
Tully se encuentra ubicado en las coordenadas 42°47′51″N 76°6′23″O / 42.79750, -76.10639.

## Demografía
Según la Oficina del Censo en 2000 los ingresos medios por hogar en la localidad eran de $53,250 y los ingresos medios por familia eran $63,266. Los hombres tenían unos ingresos medios de $46,667 frente a los $27,721 para las mujeres. La renta per cápita para la localidad era de $25,223. Alrededor del 6.7% de la población estaban por debajo del umbral de pobreza.